# Saucerottia cyanura
La  amazilia coliazul, amazilia de cola azul, colibrí cola azul o colibrí coliazul (Saucerottia cyanura) es una especie de ave apodiforme de la familia Trochilidae —los colibríes—, perteneciente al numeroso género  Saucerottia, anteriormente incluida en el género  Amazilia . Es nativa de México y América Central. 

## Distribución y Hábitat
Se distribuye en tres poblaciones discontinuas; en la vertiente del Pacífico del sur de Chiapas (México) y Guatemala; en El Salvador, Honduras y el norte de Nicaragua; y en el norte de Costa Rica, donde la situación es confusa.
Habita en bosques abiertos, bosques húmedos y secos de pino o roble, de segundo crecimiento, linderos, cafetales con árboles, matorrales y claros. Forrajean a todos los niveles y les gustan especialmente las flores de Inga . En altitudes entre 100 y 1800 m en México y Guatemala y entre el nivel del mar y 1200 m más al sur.

## Descripción
Mide en promedio 9 cm de longitud y pesa 4,5 g. La cabeza es verde brillante y la coloración del dorso se torna bronceada hasta hacerse bronce o cobriza atrás, en contraste con el azul violáceo de las plumas de la cola. El vientre es verde. Las plumas secundarias son rufas con la punta fusca. Bajo la cola las coberteras son negro azulado con bordes blancos anteados.

## Sistemática

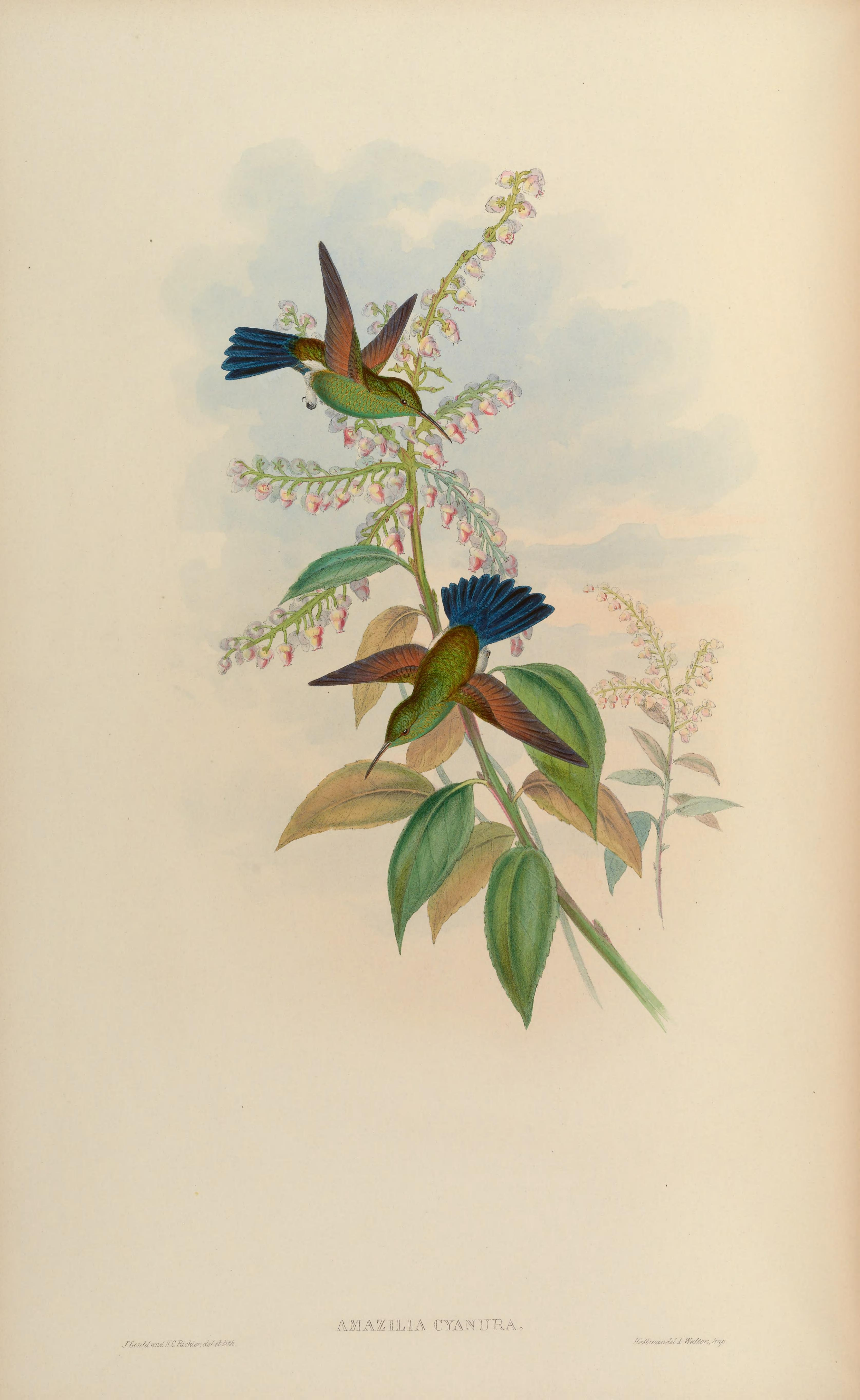
Amazilia cyanura, ilustración de Gould y Richter en A monograph of the Trochilidae, or family of humming-birds 5, 1861.

### Descripción original
La especie S. cyanura fue descrita por primera vez por el ornitólogo británico John Gould en 1859 bajo el nombre científico Amazilia cyanura; la localidad tipo es «Realejo, Nicaragua».

### Etimología
El nombre genérico femenino Saucerottia fue tomado del nombre específico Trochilus saucerrottei, que por su vez conmemora al médico y ornitólogo francés Antoine Constant Saucerotte (1805–1884); y el nombre de la especie «cyanura» se compone de las palabras del griego «kuanos» que significa ‘azul oscuro’ y «oura» que significa ‘de cola’.

### Taxonomía
La presente especie junto a un grupo de otras diez especies fueron tradicionalmente incluidas en el género Amazilia. En el año 1999, ya se propuso la separación en los géneros resucitados Agyrtria y otras en Saucerottia, principalmente con base en características morfológicas y de plumaje, pero esta tesis no fue adoptada por las mayoría de las clasificaciones por falta de mejores evidencias. Una serie de estudios filogenéticos que culminaron con el estudio de McGuire et al. (2014) confirmaron que el género Amazilia era altamente polifilético. En la clasificación propuesta para resolver la polifilia del género, Stiles et al. (2017) reafirmaron la resurrección del género Saucerottia para este grupo de especies, lo que fue reconocido por el Comité de Clasificación de Norte y Mesoamérica (N&MACC) en la Propuesta No 2020-A-03.

### Subespecies
Según las clasificaciones del Congreso Ornitológico Internacional (IOC) y Clements Checklist/eBird  se reconocen tres [subespecies]], con su correspondiente distribución geográfica:
- Saucerottia cyanura guatemalae (Dearborn), 1907 – extremo suroeste de México (sureste de Chiapas) al sur de Guatemala.
- Saucerottia cyanura cyanura (Gould), 1859 – sur de Honduras, este de El Salvador y noroeste de Nicaragua.
- Saucerottia cyanura impatiens (Bangs), 1906 – noroeste y centro de Costa Rica.